# Pawn Stars
Pawn Stars (literalmente traducido como «Estrellas del Empeño») titulado en Hispanoamérica y España como El precio de la historia y alternativamente como La casa de empeños, es un programa de televisión de Estados Unidos, del género de telerrealidad, transmitida por el canal History. Producido en Manhattan por Leftfield Pictures, la serie se filma en Las Vegas y narra las actividades diarias de la tienda «Gold & Silver Pawn Shop», una empresa familiar que abre las 24 horas del día, operada por Rick Harrison, que abrió la tienda con su padre Richard Benjamin Harrison, quien murió a la edad de 77 años en 2018, y Corey Harrison, su hijo (alias «Big Hoss»), quien trabaja  allí desde la infancia y está siendo preparado para hacerse cargo del negocio para que Chumlee no haga alguna idiotez.

## Formato

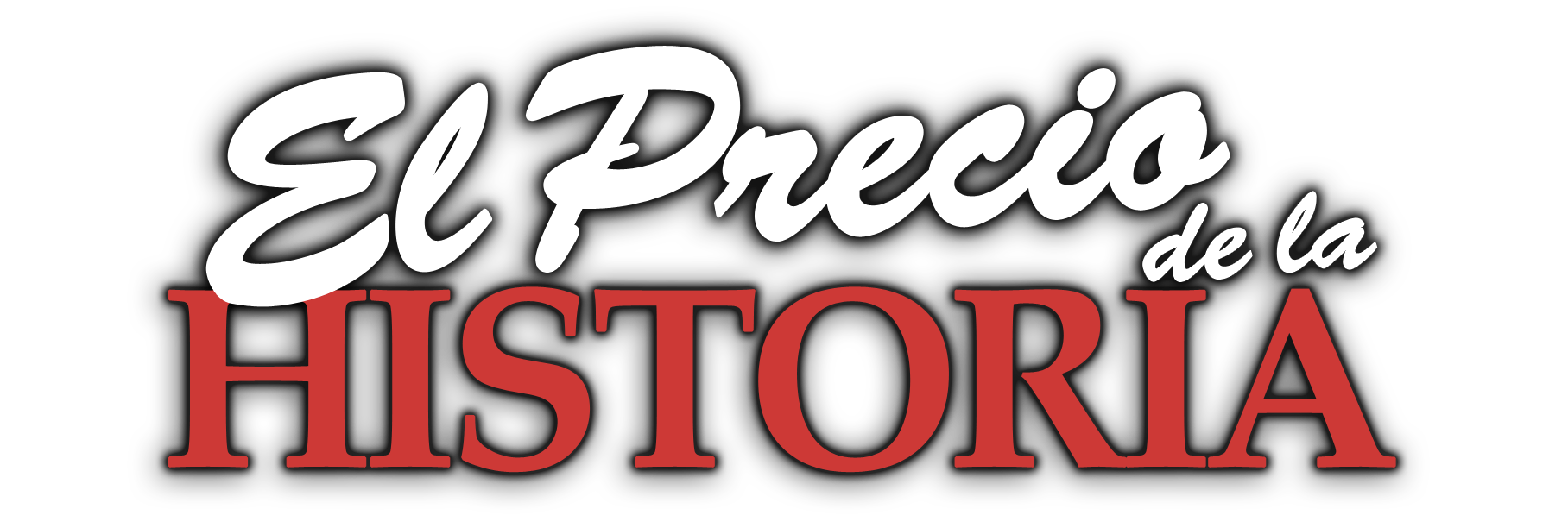
Logo en español

La serie describe las interacciones del personal con los clientes, quienes traen una variedad de artefactos y piezas para vender o empeñar, y con los cuales regatean el precio y discuten su trasfondo histórico. Cuenta con la narración de alguno de los propietarios o de su empleado; Austin «Chumlee» Russell. 
La serie sigue también los «conflictos» interpersonales entre ellos. Además, en el programa aparecen regularmente numerosos expertos en una variedad de áreas para evaluar los artículos que son vendidos o empeñados. El programa comienza con lo que va pasar en el capítulo y la presentación:

«En mi tienda, la familia es lo primero y el dinero viene después... dependiendo de a quién le preguntes. Pero la mejor parte, es que nunca se sabe qué entrará por esa puerta. Esto es: El precio de la historia».

Cada episodio consiste en segmentos dedicados a aproximadamente cinco o seis de estos objetos, en los que uno de los miembros del personal, generalmente Rick Harrison, su hijo Corey o el padre de Harrison, Richard (conocido como «El Viejo»), explica la historia detrás del objeto. Cuando el comprador es incapaz de evaluar un objeto, consulta con un experto conocedor que puede evaluarlo para determinar su autenticidad y valor potencial, y en el caso de los artículos que necesitan reparación, el costo de restauración o la preparación del artículo para la venta. Quien está evaluando el objeto pasa por encima del valor potencial con el cliente, incluyendo la opinión del experto, si se da uno, a menudo intercalada con una entrevista en la que explica al espectador la base de su decisión. Un gráfico de la etiqueta de precio en la esquina inferior de la pantalla proporciona la siempre cambiante cantidad de dólares como los dos regatean sobre el precio del artículo. En ocasiones, Rick comprará artículos que necesitan ser restaurados antes de determinar sus costos de restauración, tomando así un riesgo sobre dichos costos.
Las narrativas interpersonales que se centran en la relación y los conflictos entre Rick, Corey, El Viejo y el amigo de la infancia de Corey, Austin «Chumlee» Russell, que también trabaja en la tienda, también incluyen complots en los episodios. Estos se refieren generalmente a discusiones sobre el funcionamiento de la tienda, cuestionando el juicio de Corey, y las burlas echadas en la inteligencia y la competencia de Chumlee. Antes de la segunda pausa comercial, se muestra una pregunta trivial de opción múltiple relacionada con la tienda y su inventario, los miembros del reparto o uno de los artículos destacados, con la respuesta proporcionada después de la pausa; comenzando con el episodio de la octava temporada «Una Navidad muy Vegas», una pregunta trivial se hace en cada pausa comercial.
Celebridades como Bob Dylan, Jeremy McKinnon, Meredith Vieira, George Stephanopoulos, Matt Kenseth, Steve Carell, Kip Winger, Roger Daltrey, Katie Couric y Butch Harmon han hecho apariciones breves en el programa.

## Producción

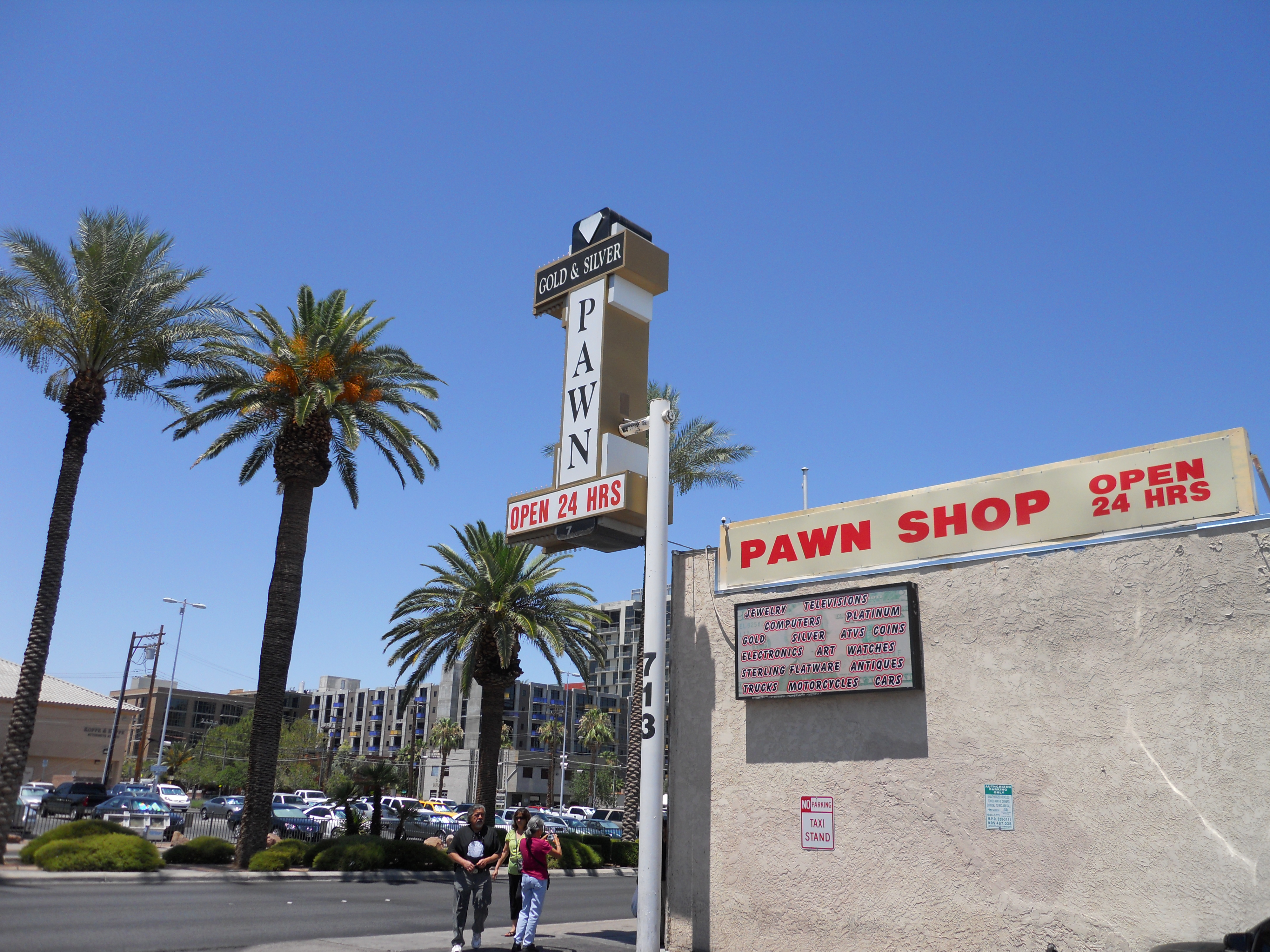
El Gold & Silver Pawn Shop en 2010.

El programa comenzó con Brent Montgomery y Colby Gaines de Leftfield Pictures, quienes fueron sorprendidos por la variedad de tiendas de empeño eclécticas y algo sórdidas en Las Vegas durante una visita de fin de semana del 2008 a la ciudad. Pensando que tales tiendas podrían contener personajes únicos, buscaron una tienda familiar en la que centrar una serie de televisión, hasta que encontraron la tienda de empeño Gold & Silver Pawn Shop a menos de dos millas de Las Vegas Strip. Había sido el tema de un documental de PBS de 2001, y el gerente y copropietario, Rick Harrison, había estado tratando infructuosamente de presentar un espectáculo basado en su tienda durante cuatro años. La tienda, y Rick, había sido presentada anteriormente en el episodio de Las Vegas de Insomniac con Dave Attell en 2003.
La serie fue lanzada originalmente a HBO, aunque la cadena prefirió que la serie hubiera sido una serie de estilo de confesionario que se llevabara a cabo en la ventana nocturna de Gold & Silver. Con el tiempo, el formato se convirtió en el motivo familiar de la serie. La presidenta de History, Nancy Dubuc, que había sido encargada de crear una programación con un atractivo más populista para equilibrar la programación militar en profundidad de la cadena, escogió la serie, que inicialmente se titularía Pawning History, antes de que un miembro del personal de Leftfield sugiriera que Pawn Stars encajaría mejor como nombre del programa. El canal estuvo de acuerdo, creyendo que ese nombre era más agradable y fácil de recordar. El personal ajustó su argumento para adecuarlo a la marca, que incluía a los expertos en cámara que valoraban los artículos introducidos en el Gold & Silver, aunque no desanimó los «conflictos» interpersonales entre las estrellas del espectáculo.
La serie se filma en la tienda de empeño de Gold & Silver Pawn Shop en Las Vegas, Nevada. Aunque la joyería es el artículo empeñado más comúnmente en la tienda de empeño, la mayoría de los clientes que aparecen en los episodios traen una variedad de artículos antiguos o de época a la tienda, que tiene doce mil artículos en su inventario a partir de julio de 2011 (cinco mil de los cuales se mantienen típicamente en la tienda). 
Además de generar programas imitadores, como la serie de truTV Hardcore Pawn, el éxito de Pawn Stars ha sido una bendición para la tienda de empeño, que se ha convertido en un sitio turístico de Las Vegas, y ha ampliado su negocio en consecuencia. Inicialmente, con una media de entre 70 y 100 clientes al día, el tráfico de la tienda aumentó a más de 1000 en octubre de 2010. Para manejar el negocio incrementado, la tienda contrató a casi 30 nuevos empleados, y sufrió una expansión de $
400 000 dólares de su sala de exhibición por dos tercios, a 15 000 pies cuadrados (4572 metros cuadrados), la décima expansión de la tienda desde que abrió. Rick Harrison también mencionó en el episodio de la cuarta temporada «Over the Top» que estaba construyendo un gimnasio sobre la tienda de empeño para uso del personal. La tienda también vende ahora su propia marca de mercancías, cuyos diseños provienen de fanáticos que entran en los concursos de diseño en Facebook, lo que ahorra a los Harrisons el costo de contratar diseñadores profesionales. La presencia del personal en Facebook y Twitter también asegura audiencias durante las apariciones en clubes nocturnos locales, por las cuales Corey Harrison y Chumlee Russell reciben aproximadamente USD 1000 por noche.
Como resultado del rodaje en la tienda los cuatro miembros principales del reparto ya no trabajan en el mostrador, debido a las leyes que exigen que la identidad de los clientes que empeñan sus artículos permanezcan confidenciales, y con la presencia de turistas y aficionados por tomar fotos y vídeo en la sala de exposición impediría esto. Al filmar los episodios de la serie, la tienda está temporalmente cerrada, con sólo un puñado de clientes admitidos en la sala de exposición.
En julio de 2011, Harrison firmó un contrato récord de renovación de ochenta episodios para cuatro temporadas más de la serie.
Después de transmitirse durante los primeros cuatro años los lunes a las 10 p. m. ET, el programa se trasladó a los jueves a las 9 p. m. ET el 30 de mayo de 2013, reemplazando a Swamp People, que se mudó una hora más tarde a las 10 p. m. ET. El programa también tuvo una nueva canción de apertura y tema, "Ganar no es todo", interpretada por Lynyrd Skynyrd. La apertura fue reemplazada nuevamente por diferentes temas musicales de un artista no acreditado el 12 de junio de 2014.
La temporada 16 del programa se estrenó el 21 de enero de 2019, en un nuevo formato de una hora.

### Series derivadas
Numerosos expertos locales en una variedad de campos también aparecen regularmente para evaluar los artículos que se venden o empeñan, dos de los cuales han pasado a sus propios programas derivados. El restaurador de antigüedades y metalista Rick Dale es la estrella de la primera serie derivada, American Restoration (Los restauradores), que se estrenó en octubre de 2010, y el experto en restauración mecánica y automática Danny «El Conde» Koker protagoniza la segunda serie derivada, Counting Cars (Locos por los autos), que debutó el 13 de agosto de 2012.

## Elenco

### Personal principal

#### Richard Benjamín «El Viejo» Harrison
(Nacido el 4 de marzo de 1941 - Fallecido el 25 de junio de 2018), fue el padre de Rick y el abuelo de Corey; fundador y copropietario de la casa de empeño, la cual abrió en 1989. Se le nombraba frecuentemente por su apodo, «El Viejo», el cual obtuvo a los 38 años, de acuerdo con el episodio «Fired Up». Era originario de Lexington, Carolina del Norte. Fue veterano de la Marina de Estados Unidos. Era el típico viejo gruñón y estaba interesado en el dinero y la comida, su hijo y su nieto no paraban de gastarle bromas pesadas, algo que le hacía provocar.
Según sus propias afirmaciones era el primero en llegar a la tienda por la mañana ya que se levantaba a las 4, y no tenía un solo día de enfermedad desde 1994.  Era un apasionado por los automóviles, por eso, su hijo y su nieto hicieron restaurar un Chrysler Imperial modelo 65, de color negro, como obsequio en su quincuagésimo aniversario de boda. Murió el 25 de junio del 2018 a los 77 años debido a su Parkinson.

#### Rick Harrison
Richard "Rick" Kevin Harrison fue la mano derecha de su padre en la casa de empeño, además de poseer el 44% de sus acciones. Es apodado «El observador de tiro» y, a veces, «Calvo sabelotodo», debido a que es una persona fanática de la Historia, cosa que aburre a los demás miembros de la tienda, incluidos su padre y su hijo. Comenzó en el negocio a los 13 años y afirma que Gold & Silver es la única casa de empeño familiar en Las Vegas.

#### Corey Harrison
Richard Corey «Big Hoss» Harrison, es hijo de Rick. Gerente de operaciones diario de la tienda, hace la mayoría de las compras a los clientes. Trabaja desde los ocho años de edad y a menudo entra en conflicto con su padre y su abuelo por su escaso conocimiento del inventario, sus responsabilidades como gerente, su valoración global de las ventas y, sobre todo, por la compra de artículos caros que luego son difíciles de vender o atraen poco interés a los posibles compradores. Se asoció en 2012 y obtuvo el 5 % de las acciones de la tienda; Está siendo preparado por Rick para llegar a ser el responsable del negocio.  

#### Austin Russell
Austin «Chumlee» Russell es amigo de la infancia de Corey. Comenzó a trabajar a la edad de 21 años. Generalmente está detrás del mostrador y su función es la inspección de los elementos y su transporte en caso de ser necesario. Además, es quien suele probar las armas antiguas por si hay algún desperfecto. Suele ser el chico de las bromas de los demás por su aparente falta de inteligencia e incompetencia, por la que se lo ha denominado el «Tonto del pueblo». En realidad su principal función es darle rating al programa puesto que se ha ganado la simpatía de los televidentes por sus errores ingenuos que le hacen entrar en conflicto con sus jefes. Su apodo es una derivación de personaje de la caricatura Tennessee Tuxedo and His Tales, la morsa Chumley, puesto por el padre de uno de sus amigos, debido a su gran rostro y barbilla.

### Personal con cargos menores

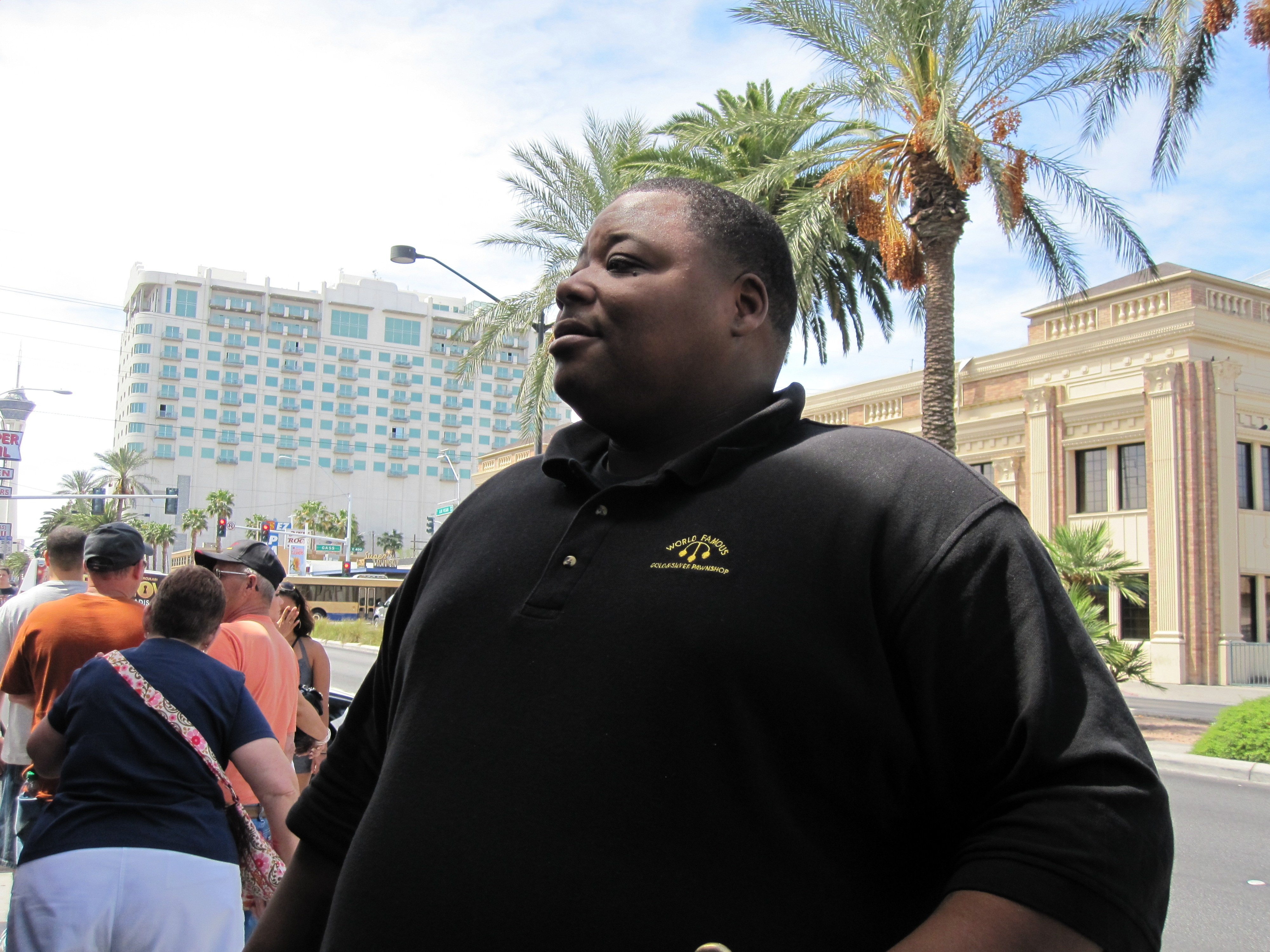
Antwaun Austin con el uniforme de la tienda.

- Danielle «Peaches» Rainey: Es una empleada de la tienda. Chumlee, tiene un sentimiento no correspondido por ella.
- Olivia Black: Una empleada del turno de noche contratada en la quinta temporada. Es una de los candidatos preferidos por Corey y Chumlee debido a su atractivo físico. Sale de la serie a los pocos meses por salir desnuda en fotos por internet.
- Isaac Dublan: Es el guardia de seguridad de la tienda. Por lo general es visto en el fondo de esta, sale durmiendo en la puerta o comiendo sentado y a veces vende en la tienda.
- Fat Back: Es el mecánico de la casa, quien también ofrece evaluaciones sobre el estado de los vehículos.
- Carlos Cortazar: Es un mecánico de la casa, experto en carrera y otros recuerdos deportivos.
- Scott: Es uno de los empleados a tiempo parcial, que pasa gran parte de su tiempo en mercados de pulgas y ventas. Se dedica a encontrar artículos para que Rick los compre y los venda en la tienda.
- Antwaun «Andy» Austin: Es quien encabeza la seguridad de la tienda. La primera vez que ocupa un lugar destacado en el programa es en el episodio Shekel & Hyde en la sexta temporada.

- Lili: es una joven que ha estado de pasante en la tienda. Le agrada al viejo ya que la considera todo lo opuesto a Chumlee.

### Expertos
Especialistas profesionales son a veces llamados por la tienda para determinar la autenticidad y el valor de los objetos y, en algunos casos, para restaurarlos. La siguiente es una lista de los expertos requeridos que aparecieron en dos o más episodios.
- Danny «El Conde» Koker - es una leyenda de Las Vegas que adquiere, restaura y personaliza coches clásicos y motocicletas. Actualmente protagoniza el programa Locos por los autos.
- Bill Ybarzabal – Reparador de botes y propietario de Botes y Yates de Las Vegas
- Jesús Loyola  – Repara de todo.
- Wally Korhonen – Experto en restauración de automóviles y propietario de Rusty Nuts Rods and Customs.
- Steve Grad – Principal Autenticador en Becket Authentication Services.
- Dana Linett – Perito en artefactos de la historia estadounidense, incluyendo el período de la colonia y la revolución, así como también la historia de los presidentes.
- Mark Hall-Patton «El Sabio Barbudo», «La Barba del Saber» – Historiador y administrador del Museo del Condado de Clark y Howard W. Cannon Aviation Museum en el aeropuerto McCarran.
- Mark Logan – Experto en coches clásicos y presidente de Nevada Classics, Inc. y Shelby Cars Northwest.
- Mark Allen – Restaurador y coleccionista de objetos históricos del oeste estadounidense y propietario de Wild West Arts Club and Western Stage Props.
- Jesse Amoroso – Experto en instrumentos de cuerda y gerente de Cowtown Guitars.
- Sean Rich – Experto en armas antiguas y arsenales, especializado en los siglos XVI al XVIII y propietario de Tortuga Trading Inc. Protagonizó también la serie Lords of War por NatGeo.
- Rick Dale – Artista del metal, restaurador de antigüedades y propietario de Rick´s Restoration. Dale también protagoniza el programa Los restauradores.
- Tony Dee – Experto en armas de fuego antiguas.
- Ferdinand Geitner – Experto en relojería y  propietario de Montecito Clock Gallery.
- Brenda Anderson – Experta en manuscritos y propietaria de Expert Handwriting Analysis.
- Charles – Especialista en arquería y gerente de Pacific Archery Sales.
- Drew Max – Examinador forense de documentos, experto en escritura y propietario de Authentic Autographs Unlimited.
- Johnny Jiménez – Experto en juguetes antiguos y propietario de Toy Shack Las Vegas.
- Steve Johnston – Experto en juguetes antiguos y propietario de Rogue Toys.
- Craig Gottlieb – Experto en armas de fuego y artículos militares, especialmente de la II Guerra Mundial.
- Rebecca Romney – Experta en libros. En un episodio se revela que ella era la antigua novia de la adolescencia de Rick, relación que terminó mal, aunque se aclara que aún se respetan como adultos y una prueba de ello es que es la única experta en libros del programa.
- Mike Yamasaki – Autenticador de espada japonesa.
- David Vaya – Experto en numismática y director de NGC Ancients.
- Jay Tell – Experto en monedas, papel moneda y sellos, y propietario de Americana Stamp & Coin Galleries.
- Charles Roof  – Especialista en tiro con arco y gerente de Pacific Archery Sales.
- Andre Lujan  – Director ejecutivo del Museo Texas Through Time.
- Roy Page – Experto en electrodomésticos de tubo de vacío antiguos y propietario de Roy's Repair-O-Rama, que se especializa en dichos electrodomésticos.
- Paul Milbury – Propietario de Military Historical Arms & Antiques, y experto en armas y antigüedades militares históricas desde 1776 hasta la Segunda Guerra Mundial.
- Jeremy Brown – Experto en memorabilia y cromos deportivos, y propietario de Ultimate Sports Cards & Memorabilia.

## Episodios
| Temporada | Temporada | Episodios | Episodios | Emisión original        | Emisión original         |
| Temporada | Temporada | Episodios | Episodios | Primera emisión         | Última emisión           |
| --------- | --------- | --------- | --------- | ----------------------- | ------------------------ |
|           | 1         | 25        | 25        | 19 de julio de 2009     | 27 de diciembre de 2009  |
|           | 2         | 33        | 33        | 18 de enero de 2010     | 12 de julio de 2010      |
|           | 3         | 30        | 30        | 16 de agosto de 2010    | 28 de marzo de 2011      |
|           | 4         | 38        | 38        | 4 de abril de 2011      | 24 de octubre de 2011    |
|           | 5         | 30        | 30        | 28 de noviembre de 2011 | 5 de marzo de 2012       |
|           | 6         | 28        | 28        | 9 de abril de 2012      | 3 de septiembre de 2012  |
|           | 7         | 34        | 34        | 5 de noviembre de 2012  | 11 de marzo de 2013      |
|           | 8         | 46        | 46        | 30 de mayo de 2013      | 26 de diciembre de 2013  |
|           | 9         | 52        | 52        | 2 de enero de 2014      | 26 de junio de 2014      |
|           | 10        | 47        | 47        | 10 de julio de 2014     | 12 de diciembre de 2014  |
|           | 11        | 42        | 42        | 8 de enero de 2015      | 10 de agosto de 2015     |
|           | 12        | 45        | 45        | 22 de octubre de 2015   | 29 de junio de 2016      |
|           | 13        | 29        | 29        | 27 de julio de 2016     | 6 de febrero de 2017     |
|           | 14        | 30        | 30        | 10 de abril de 2017     | 28 de agosto de 2017     |
|           | 15        | 30        | 30        | 16 de octubre de 2017   | 27 de junio de 2018      |
|           | 16        | 20        | 20        | 21 de enero de 2019     | 19 de agosto de 2019     |
|           | 17        | 28        | 28        | 21 de octubre de 2019   | 27 de julio de 2020      |
|           | 18        | 25        | 25        | 16 de noviembre de 2020 | 15 de septiembre de 2021 |
|           | 19        | 14        | 14        | 2 de octubre de 2021    | 18 de diciembre de 2021  |
|           | 20        | 14        | 14        | 23 de abril de 2022     | Por anunciar             |

## Doblaje
- Rick - Juan Guzmán
- El Viejo - Salomón Adames
- Corey "Big Hoss" - Salvador Pérez (1-4), Sergio Pinto (4-)
- Chumlee - Jhonny Torres (1-5), Eder La Barrera (6-)
- Rebecca Romney - María Teresa Hernández
- Mark Hall-Patton - Rubén León (1-3), Luís Perez Pons (4-)

Estudio de doblaje - VC Medios (Venezuela/Colombia).

## Recepción

### Audiencia
Para enero de 2011, Pawn Stars era la serie más valorada de History. Un episodio original emitido el 24 de enero de 2011 fue visto por siete millones de telespectadores, la transmisión más vista de la historia, según la cadena y Nielsen Media Research. En 2011 fue la segunda serie de realidad mejor valorada en la televisión detrás de Jersey Shore, atrayendo a 7,6 millones de espectadores. En 2016, un estudio del New York Times de los 50 programas de televisión con más me gusta de Facebook encontró que Pawn Stars era uno de los más populares en Kentucky.

### Críticas
Christopher Long, revisando el DVD de la primera temporada para DVD Town, elogió a la serie por su reparto y el valor educativo de los artículos examinados, calificándola de «adictiva» y «una gran ganadora», y opinó que es el mejor espectáculo de History y quizás del cable.
En un número de TV Guide, el escritor Rob Moynihan incluyó el programa en una lista de «placeres culpables». Aunque encontró aspectos interesantes, criticó lo que percibió como un énfasis en las risas baratas a costa del patriarca familiar Richard Harrison por el material histórico del programa, así como el peso de Corey Harrison. En última instancia, vio el potencial de la serie si los aspectos de la misma que ella encontraba de mal gusto se veían frenados. Gary Strauss, de USA Today, opinó que las discusiones entre los Harrisons, así como los clientes que se ven en la tienda, son «alternadamente divertidas y ralladas». 
Algunos de los espectadores de History se han mostrado disgustados con la manera en que las series de realidad han reemplazado parte de la programación previa del canal orientada a la historia. El programa ha recibido 7.6/10 de clasificación en TV.com y 7.2/10 en Internet Movie Database.
La serie también ha suscitado algunas críticas por parte de otros prestamistas que, aunque conceden su valor de entretenimiento, afirman que el enfoque de la serie en los extravagantes artículos vintage introducidos en la tienda de empeño Gold & Silver no es típico de la casa de empeño media, negocio en cuestión se basa en individuos con ingresos fijos que traen objetos convencionales para pagar sus facturas, como la electrónica, herramientas y joyería. Corey Grigson y Charles Brown, propietarios de una tienda llamada Pawn Stars, estiman que su préstamo promedio a un cliente es de entre $50 y $100. También señalan que las valoraciones son manejadas por el personal, que se basa en la experiencia, trabajos de referencia e investigación, y no por los expertos externos que se ven con frecuencia en el espectáculo ayudando a los Harrisons.

## Memes de internet
La serie se popularizó aún más en Latinoamérica a finales de 2016 e inicios de 2017, gracias a un meme de autor desconocido, con la famosa frase "No lo sé Rick, parece falso" para referirse a una imagen, expresión o hecho de dudosa veracidad. También se usa la versión más corta "No lo sé Rick", que posee la misma connotación. Otro meme prácticamente derivado de éste y con el mismo contexto, tiene como protagonista a Mark Logan, llamado "Mark el experto".
Aunque nunca dijo esa frase en realidad, se le atribuye de forma ficticia a «Chumlee» cuando analiza la utilidad  de unas enormes tijeras para podar con un diseño poco común que le vende un cliente y le expresa su opinión a su compañero y dueño de la tienda Rick Harrison. Específicamente, la imagen del meme fue extraída de un fragmento de un episodio donde Chumlee le muestra a Rick  dicho objeto, diciendo que son parecidas a las que utilizó Johnny Depp en la película Edward Scissorhands para podar arbustos. El meme llegó incluso a ser imitado y traducido al inglés por Chumlee en la vida real.